# Musée maritime de San Diego
Le musée maritime de San Diego a été créé en 1948 en Californie. Il conserve l'une des plus importantes collections de navires historiques des États-Unis. Situé dans la baie de San Diego, il s'est constitué autour de la pièce maîtresse de sa collection, le trois-mâts barque à coque acier, le Star of India, construit en 1863.

Le musée abrite la bibliothèque MacMullen conservant des archives de recherche à bord du ferry-boat Berkeley. Il publie également la revue trimestrielle Mains'l Haul: A Journal of Pacific History Maritime.
Le musée maritime est situé sur le côté ouest de Harbor Drive, proche de Ash Street et au sud de l'aéroport international de San Diego.

## Les navires du musée
- Star of India (1863), trois-mâts barque, ancien navire de commerce (clipper).
- Berkeley (1898) ferry-boat de la baie de San Francisco.
- Californian (1984), goélette à huniers, réplique du C.W. Lawrence (1847) proclamé grand navire de l'État de Californie. Acheté en juin 2002 par le Musée maritime de San Diego[2] grâce à une contribution de la fondation Sheila Potiker.
- Medea[3] (1904), bateau à vapeur qui a servi dans les deux guerres mondiales.
- Pilot[4] (1914), bateau pilote du port.
- HMS Surprise (1970) réplique de la frégate de la Royal Navy utilisé dans le film Master and Commander: The Far Side of the World.
- B-39[5] (1967), sous-marin soviétique de Classe Foxtrot.
- USS Dolphin[6](1968), sous-marin diesel-électrique démantelé en 2007.
- Le San Salvador : Réplique du premier navire européen à atteindre la cote ouest américaine le 28 septembre 1542 sous le commandement du capitaine portugais Juan Rodriguez Cabrillo. Ce navire a rejoint le musée maritime de San Diego en juillet 2015.

|  |  |  |
|  |  |  |
|  |  |  |

## À proximité
Situé proche du Musée Maritime à San Diego se trouve aussi le porte-avions de l'US Navy : USS Midway  qui est exploité de façon indépendante.

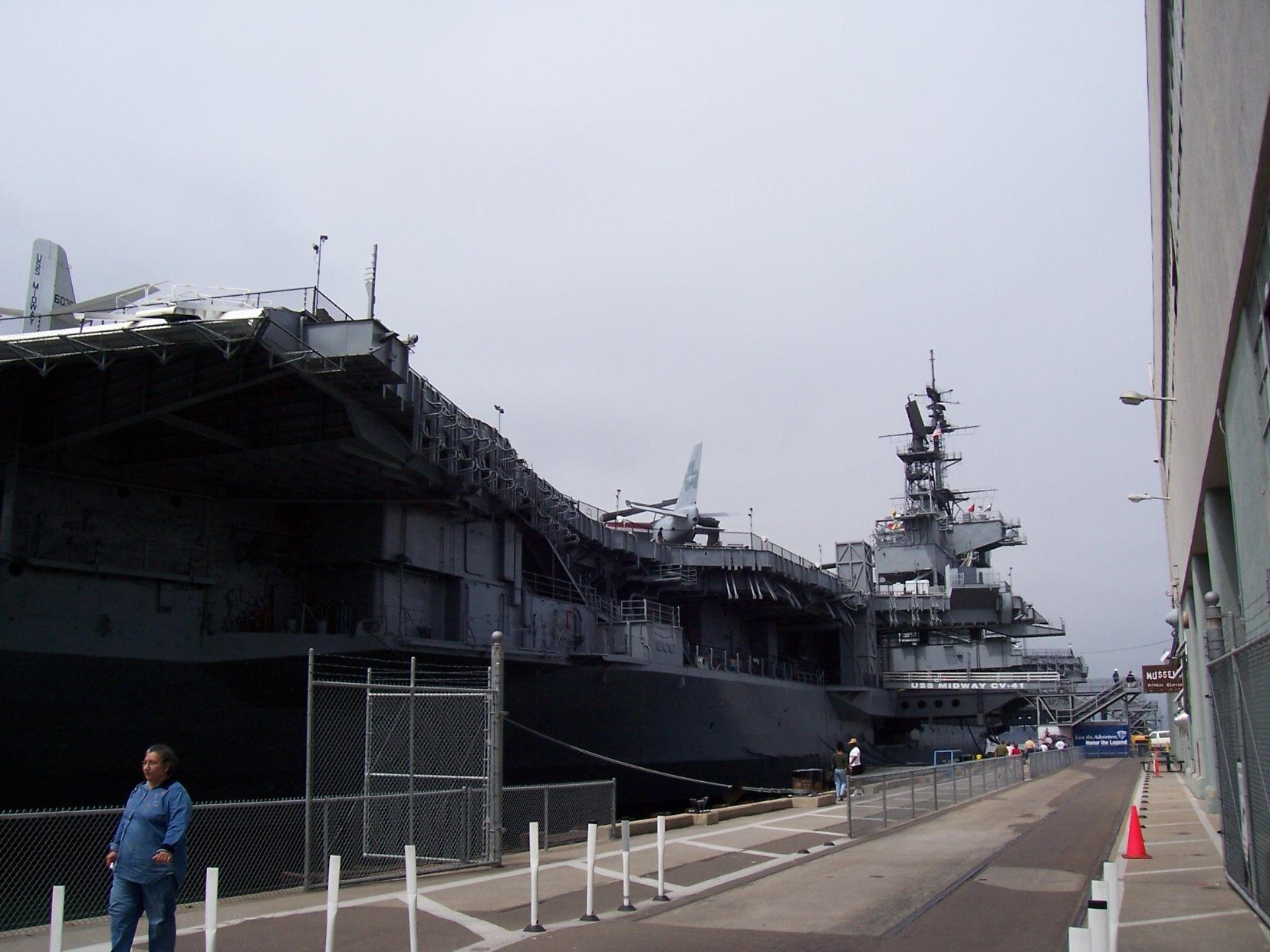
USS Midway à San Diego